# M5 (コンピュータ)
M5（エムファイブ）は、1982年にソードが開発・発売したホビーパソコンである。主に家電ルートで販売された。同時期に、タカラ（後のタカラトミー）からOEMとして、ゲームパソコンの名称で、ゲームパッドを付属した仕様で玩具店ルートで販売された。タカラは後にゲームパッドを除いて1万円安くしたゲームパソコンM5を販売した。
ソードから発売された製品はm5で小文字のmだが、タカラから発売のゲームパソコンM5は大文字のMである。ソードのホームページではクリエイティブ・コンピューター「M5」と記載されている。

## 概要
M5はそれまで業務用パソコンのベンチャー企業だったソードが大企業と同じ土俵で渡り合う製品として、初めて家庭用のコンシューマー市場にリリースしたパソコンである。一方、タカラは1970年代末期から始めたLSIゲームが大きな売上げとなっていたこと、アメリカのアタリ社からゲーム専用機のAtari 2800が日本へ輸出されることから、ゲーム機なら親が難色を示すがパソコンなら理解を得やすいとの思惑からソードと組むことになった。製品としてはほぼ同時期に同価格帯で発売されたトミーの「ぴゅう太」、コモドールの「マックスマシーン」と競合した。
ロムカートリッジとカセットテープによるゲームの供給も行われ、手軽なロムカートリッジと安価なカセットテープの二通りのソフト供給があることが売りの一つとされた。本体発売初期にはナムコ（後のバンダイナムコエンターテインメント）のアーケードゲームが多数ラインナップされた。初年度に10万台以上、月産1万台と当時のパソコンとしては大ヒットしたが、1983年にMSXや任天堂のファミリーコンピュータが発売されると販売が振るわなくなり、1年半後の1984年に市場から撤退した。広告キャラクターは、森尾由美。
Apple IIの様に各種仕様を公開したので和製Apple IIとも呼ばれ、熱心なホビーユーザーの支持を得た。韓国ではゴールドスター（金星電子）がFC-150という名称で販売。また東欧諸国でも互換機が販売された。

## 仕様
互換性はないものの、基本的な設計や性能は後に発売されたMSX、セガのSC-3000と類似している。本体の詳細な仕様はソードから書籍『モニタハンドリングマニュアル』として公開されていた。
CPU は当時の標準だった Z80（3.58MHz）。メインボードにZ80 CTCを搭載しており、割り込みを多用してきめ細かな管理を行っている。CTCはVDPからの割り込み要求も仲介している。
VDPにテキサス・インスツルメンツ社の TMS9918A を採用し、256×192ドット16色表示と16×16ドットの単色スプライト表示が可能だった。出力信号はNTSC（いわゆるビデオ）出力およびRF出力である。
音源にはSN76489を採用し、3チャネルの矩形波出力と1チャネルのノイズ出力が可能である。所謂広義でPSGとも呼ばれる仕様のSN76489であるが、M5ではSGCと称していた。ハードウェア的なエンベロープ生成機能はないため、M5では機械語モニタの機能として、Z80 CTCからの割り込みを受けてRAM上の波形データに従い音量を変化させることで、ソフトウェアによるエンベロープ生成をサポートしていた。
キーボードは本体一体型のいわゆる消しゴムキーボードである。各キーが長方形の一隅が斜めにカットされた五角形となっているのが特徴である。Shiftキーが両サイドにあり、スペースキーが右Shiftキーの上にある変則的な配列だった。キーボードはエンコーダーではなく、ソフトウェアによる制御である。CPUの負荷を軽減するため、グループに区切ってI/Oポートを割り当ててスキャンすることで簡略化し、なおかつ割り込み制御を行っている。
本体のRAM容量は4キロバイト、内蔵モニタROM容量は8キロバイト。V-RAMは16キロバイト。RAM容量は別売の増設RAMカートリッジで36キロバイトに拡張することができた。
カートリッジスロットがあり、ゲームソフトやBASIC等の言語のカートリッジを挿して使うほか、周辺機器の接続にも使われた。
その他のインターフェイス(I/F)に、ビデオI/F、プリンターI/F、ジョイパッドI/F、カセットテープI/Fがある。
カセットテープI/Fの転送レートは標準で2000bps。データレコーダ用のコントロールチップは用いておらず、タイミングはCTCとプログラムで作るソフトウェア制御である。そのためRAM上のパラメータを変更することにより理論値で1600～3200bpsの範囲で変更が可能。モニターの機能によりセーブ時はカセットテープにマーク周波数が記録されており、読み込み時には自動的に転送レートを検出した。
拡張ボックス(17,800円)利用でROM最大28Kbyte、RAM最大36Kbyteまで拡張可能、また3インチコンパクトフロッピーディスクドライブ(74,800円)を接続可能。

### メモリマップ
| 種類 | アドレス      | サイズ | 内容                          |
| ---- | ------------- | ------ | ----------------------------- |
| ROM  | 0000H - 1FFFH | 8KB    | 本体内蔵ROM                   |
| ROM  | 2000H - 6FFFH | 20KB   | 外部ROM（カートリッジ）エリア |
| RAM  | 7000H - 7FFFH | 4KB    | 本体内蔵RAM                   |
| RAM  | 8000H - FFFFH | 32KB   | 外部RAMエリア                 |

### BASIC
BASICは本体に内蔵せずカートリッジで提供。入門用BASIC-I（整数型）、ゲームプログラム用BASIC-G（整数型）、実用BASIC-F（実数型） の3種類が用意された。この他にBASIC-Fを拡張するDISK-BASIC（CF-5）がある。 
一画面の文字数は32文字×24行または40文字×24行。横40文字だとキャラクタ表示が6×8ドットになり英数字以外はキャラクタの右2ドットが欠ける。
入力モードによりカーソルの表示が変わる。A英数字、Kかな文字、Gグラフィック文字。
内蔵の仮名フォントは平仮名のみで、カタカナのフォントは入っていない。
BASICはANSI準拠だが、コマンドの大部分はソード独自仕様で、当時主流だったMicrosoft BASICとは文法が大きく異なる。変数名には一部のグラフィックキャラクターも使用することもでき、カタログではフルーツに数値を代入して演算するプログラムが掲載されていた。
BASIC-Iはグラフィックやサウンドを扱うにもマシン語が必要になるなど基本的なコマンドしか備わっておらず、テープで提供されるソフトウェアの実行用としての側面が大きい。演算速度は当時のパソコン雑誌のベンチマークテストで、並み居る高級機に並んでZ80のインタープリター言語では最速を誇り、Apple IIのInteger BASICを越えてPC-9801のN88-BASIC(86)に迫る速さを見せた。
BASIC-GはBASIC-Iの強化版でユーザーズメモリがBASIC-Iの2倍あり、またほとんどの命令をハードウェアの割り込みで行っていた。そのため、スプライトを移動させるMOVE命令など絵を描く命令や音を出しているときも処理は独立していたため、CPUが解放されて他の処理や命令に取りかかれ、キーボードやジョイスティックの入力を受け付けた。スプライトの処理は大幅に強化され、座標を指定するだけでスプライトが自動的に移動するMOVE命令、スプライトを複数組み合わせて1つのスプライトとして扱えるJOINT命令が用意された。サウンドについてもBASIC-IがPOKE文やOUT命令を使うしかなく扱いが面倒だったのに対して、PLAY命令で簡単に音楽演奏機能を扱えた。グラフィックを描画するための各種コマンドも備わっている。
BASIC-Fは倍精度浮動小数による演算・関数計算をサポートする。またオプションのフロッピーディスクドライブをサポートし、FD上のファイルをオープンしてデータを入出力するコマンドを備えている。ファイル管理のコマンドはファイルを削除するKILLコマンドのみ。
DISK-BASIC（CF-5）はオプションの3インチフロッピーディスクドライブ（FD-5）にディスク媒体で付属するBASICで、使用するにはM5本体に拡張ボックス（EB-5）を介してBASIC-Fカートリッジ、拡張RAMカートリッジ（EM-5）、パラレルI/Oカートリッジ（PI-5）、3インチフロッピーディスクドライブ（FD-5）が接続されている必要がある。BASIC-Fにファイル管理、ディスクフォーマット、ディスクコピーのコマンドが追加される。
発売はされていないものの、M5の開発者が趣味で開発した日本語BASICが存在する。また、有志が独自にBASIC-Fを拡張したBASIC-Wが、インターネット上で配布されている。

### 簡易言語
ソードは、簡易言語のPIPSのメーカーであり、M5にもFALCという簡易言語のカートリッジがオプションで用意され、表計算などにも使えた。10個のコマンドがあり、カートリッジ搭載のRAM容量は5KB。拡張RAMカートリッジ（EM-5）に対応しており、2ページのデータページを9ページに増やせる。

## シリーズ

### ソード発売

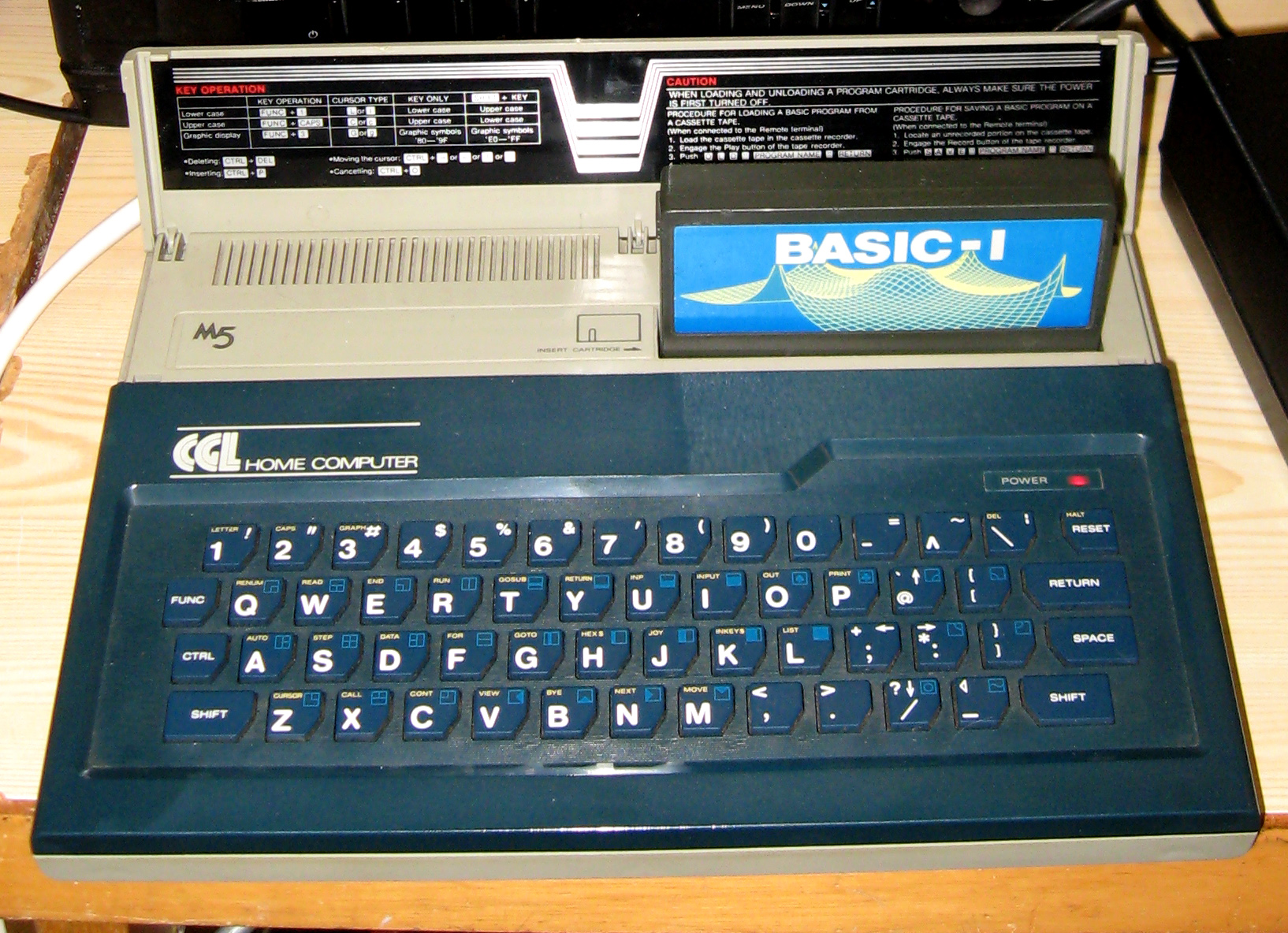
いくつかの国ではCGL社 (Computer Games Limited) から発売された。

m5
1982年11月発売、49,800円。BASIC-Iが付属。スプライトは最大32枚まで同時使用可能、B5判サイズ、重量800g。カラー調整用のデモプログラムと「ベースボール」「ザックバニック」の2本のゲームが収録されたカセットテープが付属する。
m5 Pro
1983年11月発売、39,800円。初代機のカラーリングを変更したモデル。価格が一万円下がっている代わりにBASIC-Iが付属しない。
m5 Jr.
1983年11月発売、29,800円。形状の異なる廉価版。BASIC-Iは付属せず、ジョイスティックが1本付属。ビデオ出力がなく画面出力はRF接続のみ、プリンターI/Fもない。カセット・インターフェースにREMOTE端子がない。m5とProでは外付けだったACアダプターを内蔵している。

### タカラ発売
ゲームパソコン
1982年11月発売、59,800円。BASIC-Iおよびコントロールパッド（タカラの製品名ではジョイコントローラー）2個が付属。ソード製品ではカートリッジカバーに「m・5」とシルク印刷されている部分が「Game」となっており、その下に小さい文字で「personal computer system」と記載されている。
ゲームパソコンM5
1983年7月発売、49,800円。ゲームパソコンからコントロールパッドを別売にして価格を一万円下げたモデル。「ピクチャーエディタ」「ベースボール」「UFO」「算数計算」「シンセサイザー」のプログラムが収録されたカセットテープと、モンキーパンチのイラストが入ったテキストが付属する。

## 拡張ハード
- 拡張ボックス EB-5 - スロットを3つに拡張し、複数のカートリッジを同時挿入できるようにする。拡張RAMやFDDを使うには事実上必須である。m5 Jr.では使用できない。
- 拡張RAMカートリッジ EM-5 - RAM容量を32キロバイト増設する。
- パラレルI/Oカートリッジ PI-5 - 8ビットパラレル入出力。FD-5の接続にも使用する。
- シリアルI/Oカートリッジ SI-5 - ターミナルソフトをROMで搭載。
- 3インチフロッピーディスクドライブ FD-5 - 3インチマイクロフロッピーディスクドライブを1台搭載。BASIC-Fを使用してFD上のファイルの入出力が行える。DISK-BASIC付属。
- プリンター PT-5 - 80桁サーマルプリンタ
- ジョイパッド JP-5 - 2台1組で10,000円
- ジョイスティック JS-5 - 1本3,500円
- データレコーダ DR-5

## 主なソフト

### ゲーム[24]

#### ROMカートリッジ
各ROMカートリッジは容量8KBで4,800円、『ジャン狂』のみ16KBで6,500円。
- GRC-1 ディグダグ
- GRC-2 タンクバタリアン[25]
- GRC-3 ボスコニアン
- GRC-4 ギャラックス
『ギャラガー』というギターがあり商標が取れなかったため、タイトルが『ギャラガ』から変更されたとされる。
- GRC-5 パワーパック
玩具の『パックマン』の商標をトミーが保有していたため、タイトルが『スーパーパックマン』から改題された。
- GRC-6 ワープ&ワープ
- GRC-7 スーパーコブラ
- GRC-8 ガッタンゴットン
- GRC-9 ムーンパトロール
- GRC-10 ステップアップ
- GRC-11 プーヤン
- GRC-12 ヘビーボクシング
- GRC-14 リアルテニス
- GRC-15 ワードメイズ
- GRC-16 ワンダーホール
- GRC-17 アップルーン
- GRC-18 アップアップバルーン - プロデュース：モンキー・パンチ
- GRC-19 マッピー
- GRC-21 ドリームショッパー
- GRC-22 エスキモン
途中までは『ディグダグ Part2』として開発されていて広告の発売予定ソフトにも記載されていた。
アーケード版のディグダグIIとは異なる。
- GRC-23 ファニーマウス
- GRC-24 ジャン狂

以下は各2,800円。
- GRC-B1 フルーツサーチ
- GRC-B2 ドラゴンアタック
- GRC-B3 ピットチェイサー

#### カセットテープ
両面に別々のプログラムが収録されて各1,800円。実行にはBASIC-Iが必要。
- GCT-1 スネーキー / バリアーアタック
- GCT-2 ジョギング / サイドワインダー
- GCT-3 ソリティア / ハノイの塔
- GCT-4 スリーサークル / ナンバーサーチ
- GCT-5 ブラックジャック / スロットマシン
- GCT-6 地球最後の日 / ミニスタートレック
- GCT-7 相性バイオリズム / ミュージックトーン
- GCT-8 カウボーイ / バリケード
- GCT-9 リフレクション / レインボーブロック
- GCT-10 クロスファイアー / クラッシュラリー
- GCT-11 3Dスカッシュ / タッチダウン
- GCT-12 スクイジー / クレーン
- GCT-13 リバシー / ビックメイズ
- GCT-14 ゆみちゃんのあっちむいてホイ / ゆみちゃんのグラフィックパズル
- GCT-15 パネルチャンス / メモライズ
- GCT-16 3D迷路 / 子猫の大冒険

シミュレーションゲーム。各5,200円。実行にはBASIC-Gが必要。
- STC-1 太陽系艦隊シリーズ No.1 太陽系艦隊
- STC-2 太陽系艦隊シリーズ No.2 火星軌道上の勝利
- STC-3 太陽系艦隊シリーズ No.3 オペレーションモール
- STC-4 太陽系艦隊シリーズ No.4 コマンドチーム

#### スーパーアドベンチャーシリーズ
スーパーアドベンチャーシリーズは、実行環境のROMカートリッジと、シナリオが収録されているカセットテープを組み合わせてプレイする。
- AGC スーパーアドベンチャー (ROM) - 9,800円。カセットテープで提供されるシナリオデータをロードして実行させるのに必要。
- AGT-1 『おーい、たすけてくれ。』 - 4,800円。船が沈没して無人島に流された主人公が救助されるまで生き延びる内容。
- AGT-2 『にげろ、にげろ、にげろ。パート1 21世紀TOKIO編』 - 4,800円。破滅した世界から安全なところへ逃げる内容。

### ツール
- UCT-1 P・EDITOR - カセット、1,800円。ピクチャーエディター
- P_Editor - ROM、9,800円。ピクチャーエディター
- M_Editor - ROM

### 言語ソフト
- FALC
- FALC-II
- BASIC-I - m5およびゲームパソコンM5に付属。単品販売はされていない。IはINTRODUCTIONの略[21]。その名の通り入門用BASICであり、グラフィック機能や音楽機能を利用したプログラムには不便だった[26]。たとえばサウンドに関する命令がなく、音源チップを制御するにはOUT文かPOKE文を使う必要があり難しかった[27]。ソースリストが公開されている[28]。
- BASIC-G - 9,800円。BASIC-Iの上位互換のゲーム用BASIC。整数型。4キロバイトのRAMが搭載されていてRAM容量が8キロバイトに拡張される。BASIC-Iではサポートされていなかったスプライトや音楽、ジョイスティックに関するコマンドが実装された[29]。CIRCLEやDRAWやPAINTなどのグラフィック命令も追加されている[19]。
- BASIC-F - グラフや技術計算用。有効桁数13桁の浮動小数点が使える。オプションの3インチフロッピーディスクドライブ（FD-5）をサポートする。1983年秋に発売。
- DISK-BASIC - 3インチフロッピーディスクドライブ（FD-5）に付属。BASIC-Fにディスク操作用の各種コマンドを追加する。

### 練習ソフト
- UCT-2 もぐらたたき・キーボード練習 - 2,200円。

## その他
「ハードコア」というユーザーズクラブがあった。会長は後に『ゲーメストEX』誌の2代目編集長および『ニンテンドードリーム』誌の3代目編集長となる岩井浩之、副会長は『月刊アルカディア』誌の2代目編集長である杉田哲郎である。
上記とは別に、タカラ主催の「ゲームパソコン・ファンクラブ」も存在した。60円切手8枚を送付することで入会でき、毎月「FAN CLUB NEWS」が送付された。
M5のコントロールパッドは横長の1ボタンだが内部で二つ接点を持っており、左側を押すか右側を押すかで入力が変わる。ムーンパトロールの操作ガイドでは、左側を押すとジャンプ、右側を押すと発射と説明がある。m5 Jr.に付属するジョイスティックは上下の2ボタンになっている。